# Tomie: Re-birth
Tomie Re-birth (富江 re-birth?) è un film del 2001, diretto da Takashi Shimizu, tratto dall'omonimo manga scritto e disegnato da Junji Itō. È il quarto film della serie Tomie, composta da altri otto lungometraggi, ed è quello più fedele al manga.

## Trama
Hideo è un giovane pittore che sta facendo un ritratto a una misteriosa ragazza che si chiama Tomie Kawazami. La ragazza non gradisce il ritratto e inizia a rovinarlo. Hideo la uccide, quindi occulta il cadavere in un bosco, insieme ai suoi amici Takumi e Shunichi. La sera seguente i tre ragazzi si recano a una festa, dove riappare Tomie. Hideo si suicida, mentre Takumi uccide nuovamente Tomie.
Shunichi torna nel suo appartamento, che divide con la sua ragazza Hitomi. Questa inizia a comportarsi in modo strano, in quanto Tomie si è impossessata del suo corpo. Tomie si impossessa anche del corpo della madre di Shunichi, che tenta di ucciderla definitivamente tagliandole la testa e chiudendola in un inceneritore.
Intanto Hitomi capisce di essere diventata un mostro, e tenta il suicidio. Viene fermata da Shunichi, ma all'improvviso sulle spalle di Hitomi cresce la testa di Tomie, che si getta da una cascata uccidendo i due ragazzi. Una ragazza getta in acqua dei fiori, che vengono raccolti da una mano, mentre si sentono le risate di Tomie.

## Collegamenti ad altre pellicole
- La sequenza in cui Tomie viene rinchiusa in un inceneritore era già presente in Tomie: Another Face, diretto da Toshirô Inomata nel 1999.